# Neivamyrmex graciellae
Neivamyrmex graciellae är en myrart som först beskrevs av Mann 1926.  Neivamyrmex graciellae ingår i släktet Neivamyrmex och familjen myror. Inga underarter finns listade i Catalogue of Life.